# 济慈-雪莱故居
41°54′20.72″N 12°28′57.41″E / 41.9057556°N 12.4826139°E

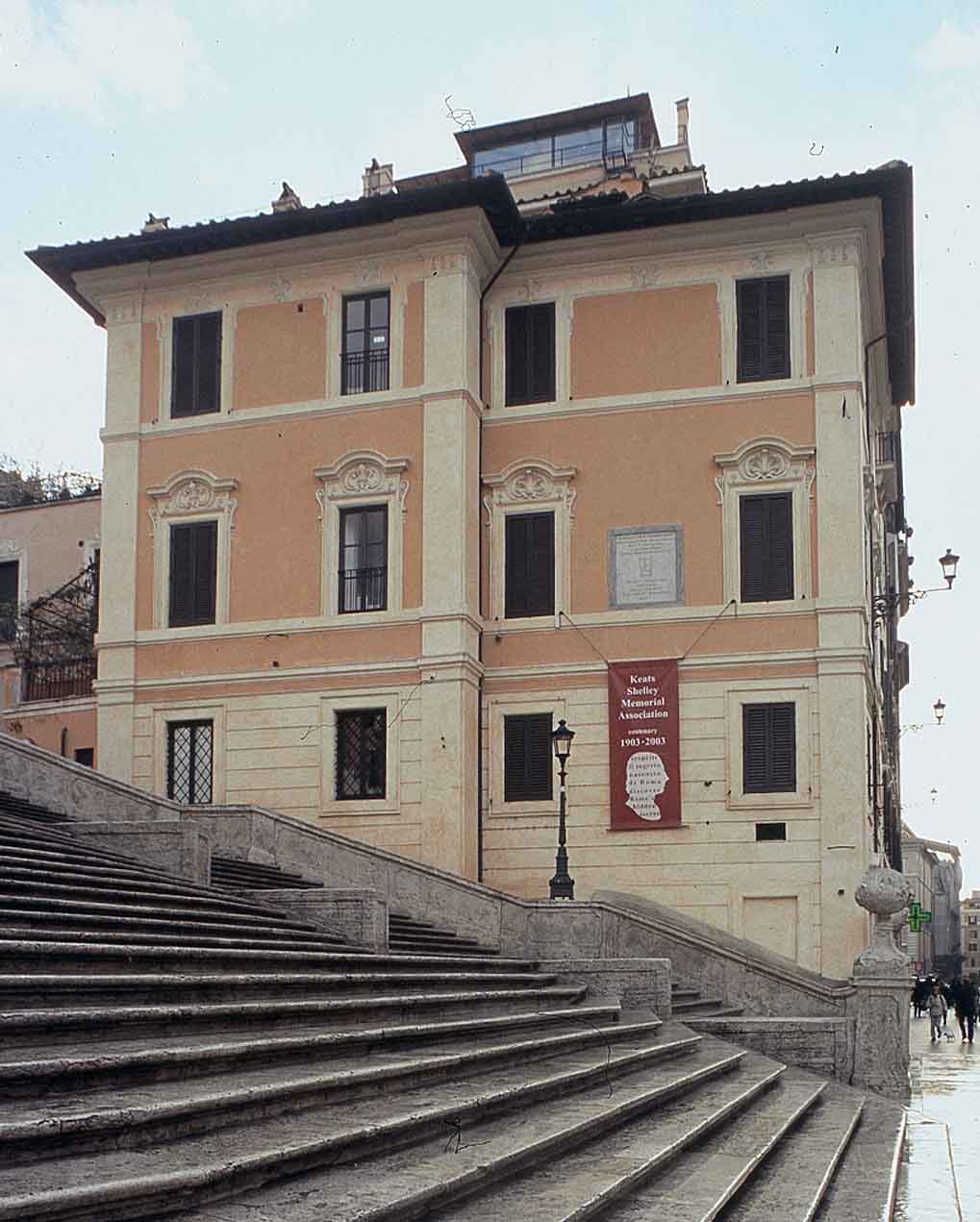
济慈-雪莱故居

济慈-雪莱故居（Keats-Shelley Memorial House）是意大利罗马的一个博物馆，纪念英国浪漫派诗人约翰·济慈和珀西·比希·雪莱。该博物馆广泛收藏有关济慈和雪莱，以及拜伦勋爵、威廉·华兹华斯、罗伯特·勃朗宁、伊丽莎白·巴雷特·勃朗宁、奥斯卡·王尔德等人的纪念品、书信、手稿和绘画。
济慈-雪莱故居位于西班牙广场东侧的26号，该建筑的二楼恰在西班牙阶梯底层的南侧。1724–25年作为西班牙阶梯工程的一部分进行了改建。设计者是弗朗西斯科·德桑蒂斯，他在阶梯两侧设计了同样的建筑。